# Дубчак Ольга Петрівна
Дубчак Ольга Петрівна (10 грудня 1983, Київ, Україна) — сучасна українська письменниця, кандидатка філологічних наук, літературна редакторка. Співзасновниця та головна редакторка видавництва «Віхола». Авторка науково-популярних книжок «Чути українською», «Бачити українською», «Перемагати українською» та «Бути українською.».

## Життєпис
Народилася 10 грудня 1983 р. у м. Київ. Має сина Костянтина. Мати родом з Черкас, батько з Києва (Куренівка). Чоловік — доктор географічних наук, старший науковий співробітник Академії наук України Артем Мозговий. Ольга виросла в російськомовній сім'ї, але батьки віддали доньку в українськомовну школу, доленосно передбачивши майбутню роль Ольги в українській редакторській і письменницькій діяльності.

## Освіта
У школі навчалася у фізико-математичному класі, проте вже в десятому класі зрозуміла, що не бажає працювати в цій сфері. Спершу мріяла пов'язати життя із журналістикою. Це прагнення охоче підтримали батьки, тому почала відвідувати курси із журналістики.
Після закінчення школи вирішила вступити до Національного університету імені Т. Г. Шевченка на спеціальність «Журналістика», одначе не пройшла. Тому подала документи до Національного педагогічного університету імені М. П. Драгоманова на факультет української філології, спеціальність — літературне редагування. Здобувши там вищу освіту, захистила дисертацію з когнітивної лінгвістики.

## Професійна діяльність
Після закінчення університету починає працювати фаховою редакторкою навчальної літератури (редакція української мови та літератури) у видавництві «Генеза». Певний період займалася викладанням. Досить довго не відчувала кар'єрного розвитку, тому згодом її перевели на посаду завідувача редакції. Невдовзі українське видавництво «Наш формат» запрошує її працювати головною редакторкою.
Починає працювати у видавництві «Наш формат». Коли власник видавництва наказав підготувати до друку книжку російської науковиці, Ольга приймає рішення звільнятися. Згодом уся команда звільняється через приниження й некоректну комунікацію з боку Владислава Кириченка.
У 2020 р. Ольга Дубчак, Ілона Замоцна, Наталія Шнир, Марина Захарчук, Ірина Щепіна та Вікторія Шелест засновують «Віхола», де дотепер Ольга обіймає посаду головної редакторки.

## Наукова та науково-популярна діяльність
Працюючи у видавництві «Генеза», у 2010 р. О. Дубчак у співавторстві з Валентиною Новосьоловою й іншими авторками опублікували навчальний посібник «Українська мова. Експрес-репетитор для підготовки до зовнішнього незалежного оцінювання. Фонетика. Графіка. Орфоепія. Лексикологія. Фразеологія. Будова слова. Словотвір» для середньої школи. У 2022 р. у новоствореному видавництві «Віхола» була лише одна авторка, тому Ольга береться за написання науково-популярної книги «Чути українською». Згодом пише книгу «Бачити українською». Ольга планувала написати трилогію про українську мову, остання книжка з якої мала би бути присвячена синтаксису, проте російське повномаштабне вторгнення в Україну вплинуло на роботу видавництва та на саму авторку, тому вона у 2022-му символічно написала науково-популярну працю «Перемагати українською», яка ввійшла до переліку найкращих українських книг 2022 року за версією PEN Ukraine.

## Перелік праць

### Науково-популярні праці
- «Чути українською. У світі звукі[ў] і букв» (2020)
- «Бачити українською. Слово в мовній картині світу» (2021)
- «Перемагати українською. Про мову ненависті й любові» (2022)
- «Бути українською. Речення і його знаки» (2025)
- «Серце з перцем. Українські фразеологізми на щодень» (2023)

### Дисертаційна робота
- «Концептуальна опозиція 'СВІЙ'-'ЧУЖИЙ' в українській мовній картині світу» (2009)

### Навчальне видання для середньої школи
- «Українська мова. Експрес-репетитор для підготовки до зовнішнього незалежного оцінювання. Фонетика. Графіка. Орфоепія. Лексикологія. Фразеологія. Будова слова. Словотвір» (2010 р.)

## Відзнаки
«Перемагати українською» увійшла до переліку найкращих українських книг 2022 року у категорії «Нонфікшн» за версією українського ПЕН.
«Чути українською» увійшла до переліку бестселерів 2021 року за версією «Читомо»